# Терлецький Микола
Мико́ла Терле́цький (нар. 29 квітня 1891, Тустановичі, Дрогобицький повіт — пом. 6 квітня 1988, Ньюарк) — український військовий лікар, начальний лікар УГА.

## Життєпис
Закінчив початкову школу в Тустановичах, 1910 року — Дрогобицьку гімназію.
Як студент гімназії 1 липня 1910 року брав участь в студентському вічі у Львові, за це був засуджений на «процесі 101-го». Того ж року в Кракові поступив до Ягайлонського університету на медичний факультет. В часі навчання вступає до лав Української
студентської громади та входив до складу її управи.
З початком Першої світової війни призваний до австро-угорської армії, перебував у війську на австрійському фронті. Отримав 7-місячну відпустку для закінчення навчання. 11 липня 1918 року склав екзамени в Ягеллонському університеті на доктора медицини та повернувся на італійський фронт.
Після розвалу італійського фронту повертається додому, при постанні ЗУНР зголошується в УГА. Займав різні посади в медико-санітарній службі, спочатку був комендантом санітарної округи й військової лікарні в Дрогобичі.
У квітні 1919 року Начальна Команда УГА переводить його до Красного — на посаду начального лікаря. В Трикутнику смерті пережив захворіння на висипний і поворотний тифи, по щасливому одужанні продовжив медичну працю.
1920 року стає командантом військової лкарні у Вінниці, згодом — начальний лікар 5-ї Херсонської дивізії.
По закінченні війни переходить з частиною УГА під орудою генерала Кравса до Чехо-Словаччини, інтернований з цілою дивізією в Ліберці.
Написав спомини «Моя служба в Українській Галицькій Армії», надруковані в «Лікарському Віснику».
Досить швидко полишив табір, переїхав до Праги, працював у чеській клініці, згодом мав працю на Закарпатті. Жовтнем 1922 року повертається до Тустанович, одружився з Олександрою Стахурівною, родина мала доньку та сина. Лютим-місяцем 1923 року відкрив в Тустановичах лікарську практику.
Був головою читальні «Просвіта», головою гуртка «Рідної школи», головував Назірною радою кооперативи у Тустановичах та «Товариством опіки над молоддю».
Очолював «Пласт» Бориславської округи. За віддану працю його іменовано «Добродієм Пласту».
Початок Другої світової війни застає його в Бориславі. Щасливо пережив першу радянську окупацію, за нацистського урядування був міським лікарем та начальним лікарем Каси хворих в Бориславі.
З наближенням радянського фронту виїздить, затримався в австрійському місті Штаєр. Перебув в тюрмах трьох влад — польській, німецькій та американській — 1946—1947, американська зона Німеччини, Дахав.
1950 прибув до США та поселився в Ньюарк, штат Нью-Джерсі. Працював у місцевій лікарні, по отриманні громадянства здає штатний нострифікаційний іспит, відкрив приватну лікарську практику, котру вів до 1980 року.
Службу Божу новопреставленому відправлено в церкві святого Івана Хрестителя в Ньюарку. Похований на українському православному цвинтарі св. Андрія, Бавнд Брук. Покійного прощали Степан Ворох від УЛТПА, Осип Труш, від «Пласту» Юрій Дац, доктор Шебунчак Богдан.

## Родина
- син Іван Терлецький, кулеметник УПА.

## Джерело
- Українське лікарське товариство у Львові
- Дрогобицька О. Терлецький Микола // Західно-Українська Народна Республіка 1918—1923. Енциклопедія. Т. 4: Т — Я. Івано-Франківськ: Манускрипт-Львів, 2021.688 с. ISBN 978-966-2067-72-9 С. 43-44.